# 上萬德山

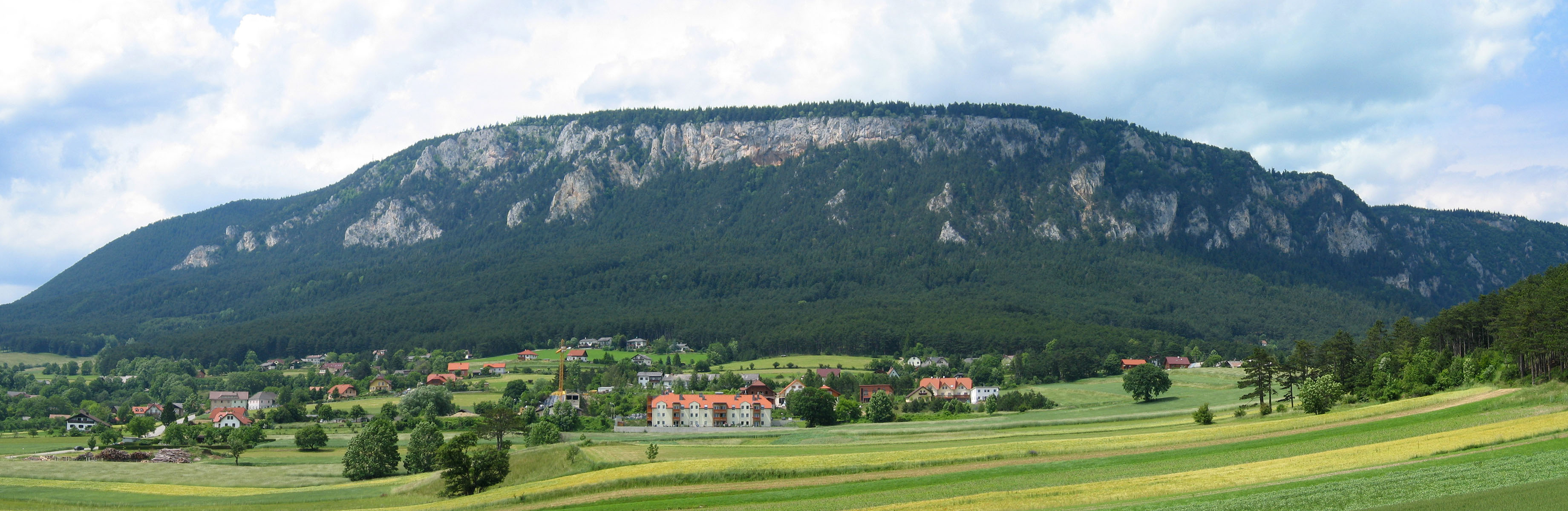

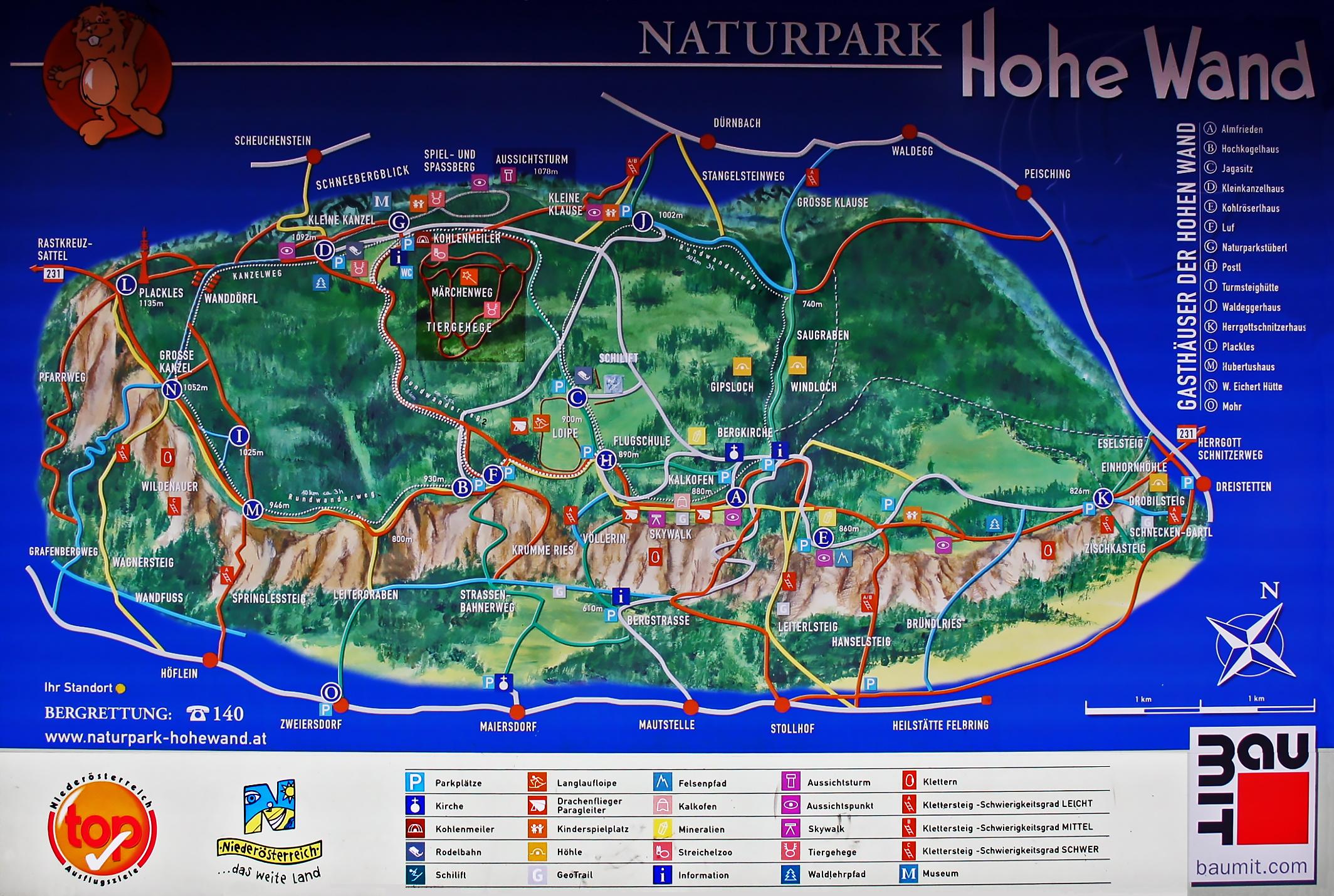

上萬德山（德語：Hohe Wand），是奧地利的山峰，位於該國東部，由下奧地利州負責管轄，屬於古滕施泰因阿爾卑斯山脈的一部分，海拔高度1,132米，每年平均降雨量1,074毫米。